# Dyrines
Genre
Synonymes
- Drances Simon, 1898 nec Champion 1889

Dyrines est un genre d'araignées aranéomorphes de la famille des Trechaleidae.

## Distribution
Les espèces de ce genre se rencontrent en Amérique du Sud et au Panamá.

## Liste des espèces
Selon World Spider Catalog (version 17.0, 23/04/2016) :
- Dyrines brescoviti Silva & Lise, 2010
- Dyrines ducke Carico & Silva, 2008
- Dyrines huanuco Carico & Silva, 2008
- Dyrines striatipes (Simon, 1898)

## Publications originales
- Simon, 1903 : Histoire naturelle des araignées. Paris, vol. 2, p. 669-1080 (texte intégral).
- Simon, 1898 : Histoire naturelle des araignées. Paris, vol. 2, p. 193-380 (texte intégral).